# Osvaldo I di Zurlauben
Osvaldo I di la Tour-Châtillon di Zurlauben (... – 1549) è stato un generale e mercenario svizzero; figlio di Antonio II, fu capitano delle truppe mercenarie svizzere al servizio dei papi Giulio II, Leone X, e del duca di Milano Massimiliano Sforza.

## Biografia
In Italia partecipò alle battaglie di Novara, Marignano, Ravenna e Pavia. Dopo la battaglia di Marignano, passò al servizio di Francesco I di Francia.
Nel 1531 era  generale maggiore delle truppe del Canton Zugo. Partecipò e contribuì notevolmente nella battaglia che i cantoni cattolici vinsero a Zugo contro Zwingli, che vi fu ucciso.